# Balal Arezou
Balal Arezou (Kabul, Afganistán, 28 de diciembre de 1988) es un futbolista de Afganistán que juega en la posición de delantero y que actualmente milita en el IF Trauma de Noruega. Es hermano del también futbolista Amid Arezou.

## Carrera

### Club
| Periodo   | Club                             |
| --------- | -------------------------------- |
| 2007      | FK Arendal                       |
| 2007–2008 | Fredrikstad FK                   |
| 2009–2015 | Asker FK                         |
| 2013–2014 | → Churchill Brothers SC (cedido) |
| 2015–2016 | Moss FK                          |
| 2016–2018 | Asker FK                         |
| 2018      | FK Arendal                       |
| 2019–     | IF Trauma                        |

### Selección nacional
Debutó con Afganistán en 2011, su primer gol internacional lo anotó el 3 de julio de 2011 en el empate 1-1 ante Palestina por la clasificación de AFC para la Copa Mundial de Fútbol de 2014.
Participó en la Copa Desafío de la AFC 2014 y ganó el Campeonato de la SAFF 2013.

## Logros

### Club
- I-League 2012-13

### Selección nacional
- Campeonato de la SAFF: 2013

### Individual
- Goleador en los SAF Games 2010